# Mario Lanza
Alfredo Arnoldo Cocozza, de nombre artístico Mario Lanza (Filadelfia, Pensilvania, 31 de enero de 1921-Roma, Italia, 7 de octubre de 1959), fue un tenor y actor estadounidense.

## Biografía
Alfredo Arnold Cocozza nació en 1921 en Filadelfia. Sus padres eran inmigrantes italianos. El padre de Alfredo, Antonio Cocozza, había sido un héroe de la Primera Guerra Mundial y su madre, María Lanza, tenía una hermosa voz, pero no pudo estar en los escenarios porque su padre no lo permitió. A los cinco años de edad, Alfredo mostró un gran interés en la vieja victrola (gramola con motor de cuerda) familiar.
A los dieciséis años, anunció su intención de convertirse en cantante. Su madre, entusiasmada con el sueño que no había podido cumplir, le dio todo el apoyo posible y le hizo tomar lecciones de canto. Fue descubierto por el director Sergei Koussevitzky, que quedó tan impresionado con su voz que le garantizó una beca. Fue entonces cuando decidió usar Mario Lanza como sobrenombre artístico, reivindicando el apellido de su madre, cantante frustrada.
En el Festival de Música de Berkshire hizo su estreno, en la obra Las alegres comadres de Windsor. Su carrera operística fue interrumpida por la Segunda Guerra Mundial, cuando fue asignado a los Servicios Especiales de la Fuerza Aérea Estadounidense. Retomó su carrera de cantante en octubre de 1945 en un programa de la cadena radial CBS denominado Great Moments in Music (Grandes momentos de la música), donde hizo seis apariciones cantando música operística. Más tarde estudió bajo la dirección de Enrico Rosati durante quince meses.
Posteriormente, inició una extensa gira de ochenta y seis conciertos en los Estados Unidos, Canadá y México entre julio de 1947 y mayo de 1948. A raíz de un concierto en el Hollywood Bowl su talento llamó la atención del ejecutivo y fundador de la cinematográfica MGM (Metro-Goldwyn-Mayer), Louis B. Mayer, quien hizo firmar a Lanza un contrato cinematográfico de siete años de duración.
Al mismo tiempo que iniciaba su carrera cinematográfica, realizó sus primeras grabaciones comerciales para RCA Victor. Las primeras cintas que protagonizó, That Midnight Kiss y The Toast of New Orleans, fueron tan exitosas como su carrera discográfica, lo que incrementó enormemente su fama. En 1951, Lanza encarnó al tenor italiano Enrico Caruso en la cinta The Great Caruso, que obtuvo un resonante éxito. Simultáneamente, su popularidad expuso a Lanza a intensas críticas de algunos expertos, incluyendo a aquellos que habían apostado por su trabajo en sus años iniciales.
Fue despedido en 1952, después de grabar las canciones de la cinta The Student Prince (El príncipe estudiante). La razón más frecuentemente citada en la prensa del momento fue su físico con sobrepeso, que le impedía lucir el vestuario de la película, pero según sus biógrafos la razón real fue una discusión que se generó con el director inicial de la cinta, Curtis Bernhardt, quien exigió al tenor que grabara de nuevo la banda sonora porque le parecía que estaba cantada «de una manera muy emocional». Mario Lanza decidió no trabajar en esta película con este director, a no ser que fuese designado otro. La MGM se negó a sustituir a Bernhardt, y la película se hizo posteriormente con el actor Edmund Purdom doblando la voz de Lanza. Irónicamente, el director de la película fue Richard Thorpe, el mismo hombre propuesto por Lanza ante MGM para sustituir a Bernhardt, y con quien había tenido una excelente relación de trabajo en El Gran Caruso. 
Deprimido por su despido, y con su confianza en sí mismo gravemente socavada, Lanza se convirtió en un virtual solitario durante más de un año, buscando refugio con frecuencia en el alcohol. Durante este período también estuvo muy cerca de la quiebra económica como resultado de las malas decisiones de inversión tomadas por su exapoderado artístico, y de sus hábitos de gastos fastuosos que le dejaron con unos 250 000 dólares en deudas por impuestos.
Regresó a la actividad cinematográfica en 1955 en la cinta Serenade (Serenata), de Anthony Mann, con Joan Fontaine y Sara Montiel. Sin embargo, a pesar de su fuerte contenido musical no fue una película tan exitosa como las anteriores. Se trasladó a Roma en mayo de 1957, donde trabajó en la película Las siete colinas de Roma (donde cantó la célebre canción "Arrivederci Roma") y volvió a realizar una serie de conciertos de fama en todo el Reino Unido, Irlanda y el continente europeo. A pesar de que su salud decaía, lo que se tradujo en una serie de cancelaciones durante este período, Lanza siguió recibiendo ofertas para óperas, conciertos, y películas. 
A fines de agosto de 1958 hizo una serie de grabaciones operísticas en la Ópera de Roma para la banda sonora de lo que fue su última película, For the first time (Por primera vez). Aquí entró en contacto con el director artístico de la Ópera de Roma, Riccardo Vitale, que al parecer le ofreció el papel de Canio en la opera I Pagliacci durante la temporada 1960-61. Al mismo tiempo, su salud siguió decayendo y sufrió una variedad de enfermedades, incluyendo flebitis aguda e hipertensión arterial. 
En abril de 1959 sufrió un ataque cardíaco, seguido de una neumonía doble en agosto. Murió en Roma el 7 de octubre de 1959 a los treinta y ocho años de una embolia pulmonar. Su viuda, Betty Cocozza, se trasladó a Hollywood con sus cuatro hijos y se suicidó con barbitúricos cinco meses más tarde; Marc, el más joven de sus dos hijos, murió en 1993 de un ataque al corazón a la edad de treinta y siete años. Seis años más tarde, Colleen, la hija mayor, murió a los cuarenta y ocho años, al ser atropellada en una autopista. Damon Lanza, el hijo mayor de la pareja, murió en agosto de 2008 a los cincuenta y cinco años de edad, de un ataque al corazón.
La corta carrera de Lanza abarca ópera, radio, conciertos, grabaciones y películas. Fue el primer artista de la RCA Victor sello rojo, de la cual recibió un Disco de Oro. También fue el primer artista en vender dos millones y medio de álbumes. Lanza inspiró la carrera de las sucesivas generaciones de cantantes de ópera, incluidos Plácido Domingo, Luciano Pavarotti, Leo Nucci, Mauro Calderón, Joseph Calleja y  José Carreras, así como las de cantantes aparentemente con diferentes antecedentes e influencias. En 1994, el tenor José Carreras rindió homenaje a Lanza en una gira de conciertos por todo el mundo, y declaró: «Si soy cantante de ópera, es gracias a Mario Lanza».

## Filmografía
| Año  | Título                    | Personaje             |
| ---- | ------------------------- | --------------------- |
| 1944 | Winged Victory            | Miembro del coro      |
| 1949 | El beso de medianoche     | Johnny Donnetti       |
| 1950 | The Toast of New Orleans  | Pepe Abellard Duvalle |
| 1951 | El gran Caruso            | Enrico Caruso         |
| 1952 | Because You're Mine       | Renaldo Rossano       |
| 1954 | El príncipe estudiante    | Principe Karl         |
| 1956 | Serenade                  | Damon Vincenti        |
| 1957 | Las siete colinas de Roma | Marc Revere           |
| 1959 | For the First Time        | Tonio Costa           |